# 야마모토 겐지 (축구 선수)
야마모토 겐지(일본어: 山本 健二, 1965년 8월 28일~)는 일본의 축구 선수이다.

## 구단 경력
1988년 일본 사커 리그의 후루카와 전공(제프 유나이티드 이치하라)에 입단했다. 1992년까지 53경기에 출전, 1990년에 JSL컵 준우승. 1993년 재팬 풋볼 리그의 NTT 간토로 이적했다. 1994년 제프 유나이티드 이치하라로 복귀했다. 1995년후 현역 은퇴.